# Jarhead : La Fin de l'innocence
Pour les articles homonymes, voir Jarhead.
Pour plus de détails, voir Fiche technique et Distribution.
Jarhead : La Fin de l'innocence (Jarhead) est un film de guerre américano-allemand réalisé par Sam Mendes, sorti en 2005. L'action se déroule pendant la guerre du Golfe. Le film est adapté des mémoires d'Anthony Swofford.

## Synopsis
Été 1990, Anthony Swofford, fils et petit-fils de militaires, est envoyé dans le désert saoudien alors qu'il vient de fêter ses 20 ans. Alors que la guerre du Golfe vient d'éclater, son bataillon de Marines est l'un des premiers à se déployer dans cet immense désert.
Mais commence alors une attente longue et interminable pour ces jeunes déracinés, qui ne cessent de se gaver d'images et d'idéologie guerrières et de bière. Face à un « ennemi fantôme », des tensions extrêmes apparaissent entre les Marines malgré l'inaltérable amitié qui les lie.

## Fiche technique
Sauf indication contraire, les informations mentionnées dans cette section peuvent être confirmées par la base de données cinématographiques IMDb,  présente dans la section « Liens externes ».
- Titre original: Jarhead
- Titre français : Jarhead : La Fin de l'innocence
- Titre québécois : Jarhead
- Réalisation : Sam Mendes
- Scénario : William Broyles Jr., d'après les mémoires d'Anthony Swofford
- Musique : Thomas Newman
- Décors : Dennis Gassner
- Photographie : Roger Deakins
- Montage : Walter Murch
- Décors : Dennis Gassner
- Production : Lucy Fisher et Douglas Wick

Producteurs délégués : Bobby Cohen et Sam Mercer
Coproducteur : Pippa Harris
- Sociétés de production : Universal Pictures, Red Wagon Productions, Neal Street Productions et Motion Picture KAPPA Produktionsgesellschaft
- Distribution : Universal Pictures (États-Unis), United International Pictures (France)
- Budget : 72 millions de dollars[1]
- Format : couleur — 35 mm — 2,35:1 — DTS / Dolby Digital / SDDS
- Pays de production : États-Unis, Allemagne
- Genres : guerre, drame, biographique
- Durée : 123 minutes
- Dates de sortie[2] :
  -  États-Unis,  Canada : 4 novembre 2005
  -  Allemagne,  Suisse alémanique : 5 janvier 2006
  -  Belgique,  France,  Suisse romande : 11 janvier 2006
- Classification[3] :
  -  États-Unis : R
  -  Allemagne : FSK 12
  -  France : tous publics (visa d'exploitation no 114203)

## Distribution
- Jake Gyllenhaal (VF : Cédric Dumond et VQ : Guillaume Champoux) : Anthony Swofford, tireur d'élite
- Peter Sarsgaard (VF : Guillaume Lebon et VQ : Jean-François Beaupré) : Troy, éclaireur
- Jamie Foxx (VF : Julien Kramer et VQ : Pierre Auger) : le sergent-chef Siek
- Lucas Black (VF : Fabien Jacquelin et VQ : Antoine Durand) : Chris Kruger
- Brian Geraghty (VQ : Nicolas Charbonneaux-Collombet) : Fergus O'Donnell
- Evan Jones (VF : Jérôme Pauwels et VQ : Hugolin Chevrette) : Fowler
- Jacob Vargas (VF : ? et VQ : Manuel Aranquiz): Cortez
- Chris Cooper (VF : Patrick Floersheim et VQ : Jean-Marie Moncelet) : le lieutenant-colonel Kazinski
- Laz Alonso : Escobar
- Rini Bell : Rini, la sœur de Swofford
- Becky Boxer : la femme de Dettman
- Damion Poitier : Poitier
- Brianne Davis (VF : Dorothée Pousséo) : Kristina
- Peter Gail : Doc John
- Scott MacDonald (VF : Emmanuel Jacomy) : le sergent-instructeur D. I. Fitch
- Dennis Haysbert : major Lincoln
- John Krasinski : le caporal Harrigan
- Donna Kimball (VF : Dorothée Jemma) : Reporter

Légende : VF = Version Française et VQ = Version Québécoise

## Production

### Genèse du projet
L'histoire s'appuie sur les mémoires de l'ancien Marine Anthony Swofford, et nous entraîne en pleine guerre du Golfe, dans le quotidien des soldats qui ont pris part à l'opération « Bouclier du désert ».
Le réalisateur Sam Mendes a été d'emblée séduit par le livre de Swofford :

« À ma première lecture du livre d'Anthony Swofford, j'ai surtout été sensible à son approche subjective de la guerre, vue à travers les yeux d'un homme à la recherche de lui-même. J'ai été passionné par le mélange de machisme, d'humour, de situations surréalistes, et d'observations politiques très pointues. Ce récit de guerre, qui ne ressemblait à aucun autre, nous parle d'une guerre qui ne ressembla à aucune autre. Pouvait-il donner naissance à un film de guerre qui ne ressemblait à aucun autre ? […] Nos souvenirs de la guerre du Golfe ce sont ces minuscules images télévisées, parfaitement propres, de frappes “chirurgicales” sur des villes en modèle réduit, dont on ne pouvait même pas concevoir qu'elles fussent habitées. Sur le terrain, les militaires n'avaient aucune idée de la situation. Nous non plus, d'ailleurs, puisque nous n'y avions pas accès. C'est pour cela que j'ai eu envie de découvrir ce conflit à travers les yeux d'un fantassin. Les expériences de Tony dans le désert révèlent la face cachée de la guerre du Golfe, elles sont à l'exact opposé de ce que nous croyons être “normal” dans le déroulement de toute guerre  »

— Sam Mendes

### Attribution des rôles
Leonardo DiCaprio, Tobey Maguire, Christian Bale et Joshua Jackson avaient également été pressentis pour le rôle principal, tandis que Michael Keaton, Kurt Russell et Gary Oldman l'avaient été pour celui du lieutenant-colonel Kazinski.
Le réalisateur Sam Mendes a souhaité que ses acteurs suivent un entraînement très rude et précis afin de connaître les gestes parfaits du Marine. Ils ont ainsi passé quatre jours à la George Air Force Base avec le sergent-major James Dever, qui a travaillé comme consultant pour Le Dernier Samouraï et Nous étions soldats.

### Tournage
Le tournage a débuté aux Studios Universal à Los Angeles puis s'est déroulé à Brawley, Comté d'Imperial, El Centro, Holtville, Los Angeles, Mexico, Santa Clarita, la Vallée impériale, White Sands et Yuma, aux États-Unis. Aucune scène n'a été tournée au Moyen-Orient. Cependant, l'équipe a été confrontée à des conditions climatiques difficiles, similaires à celles du désert saoudien (tempêtes de sables, intempéries, température nocturne glaciale,…). Par ailleurs, l'équipe technique était majoritairement composée d'hommes, comme toute la distribution.

« J'avais déjà travaillé au milieu de groupes exclusivement masculins, où se nouent de forts liens de solidarité. Mais ici, c'est toute l'équipe, à l'exclusion de la scripte et de deux ou trois autres femmes, qui était masculine. Même les coiffeurs et maquilleurs étaient des hommes. Cela devient vite insupportable car on se lasse des grosses blagues machistes qui tournent autour de la violence et du sexe. Des factions se forment, des bagarres éclatent. Je n'avais jamais vu autant de disputes — ni autant d'amour — sur un tournage. »

— Peter Sarsgaard
Durant le tournage, Sam Mendes a décidé de cadrer tous ses plans d'une certaine manière :

« J'ai délibérément omis les sacro-saints “master shots” d'exposition. Chaque scène démarre par un plan rapproché de Swofford pénétrant en un lieu donné, agissant ou observant. C'est à partir de lui que l'ensemble du film s'articule, “au ras du sol”, puisque nous ne voyons à l'écran que ce que lui et ses camarades sont en mesure de voir. Donc, aucun plan de survol du “point de vue de Dieu”, aucun mouvement de grue géant, aucun plan pris d'hélico sur ces “fourmis” perdues dans l'immensité du désert. Le cadreur se déplace avec les acteurs, à leur rythme, et chaque mouvement d'appareil est motivé. »

— Sam Mendes

### Musique
La musique du film est composée par Thomas Newman, qui avait déjà travaillé sur les deux premiers films de Sam Mendes, American Beauty et Les Sentiers de la perdition.
Toutes les chansons sont écrites et composées par Thomas Newman, sauf exceptions notées.
| 1.  | Welcome to the Suck                                    | |                   | 1:25 |
| 2.  | Raining Oil                                            | |                   | 2:18 |
| 3.  | Battery Run                                            | |                   | 1:14 |
| 4.  | Mirage Bedouin                                         | |                   | 1:33 |
| 5.  | Don't Worry, Be Happy                                  | Meher Baba, Bobby McFerrin                                                                                               | Bobby McFerrin    | 4:50 |
| 6.  | No Standard Solution                                   | |                   | 1:03 |
| 7.  | 8 Men 5 Camels                                         | |                   | 1:32 |
| 8.  | Full Chemical Gear                                     | |                   | 2:00 |
| 9.  | Unsick Most Ricky-Tick                                 | |                   | 1:26 |
| 10. | Morning Glory                                          | |                   | 1:32 |
| 11. | Bang a Gong (Get It On)                                | Marc Bolan | T. Rex            | 4:24 |
| 12. | Desert Storm                                           | |                   | 1:54 |
| 13. | Desert Sunrise                                         | |                   | 1:44 |
| 14. | Zoomies                                                | |                   | 2:17 |
| 15. | Horse                                                  | |                   | 1:30 |
| 16. | Pink Mist                                              | |                   | 2:13 |
| 17. | Jarhead for Life                                       | |                   | 1:28 |
| 18. | O.P.P. (contient un sample de ABC de The Jackson Five) | Vincent Brown, Anthony Criss, Keir Gist, Alphonzo Mizell, Deke Richards, Freddie Perren, Liam Kantwill, Berry Gordy, Jr. | Naughty by Nature | 4:29 |
| 19. | Dickskinner                                            | |                   | 3:33 |
| 20. | Permission to Fire                                     | |                   | 4:54 |
| 21. | Dead Anyway                                            | |                   | 2:04 |
| 22. | Scuds                                                  | |                   | 3:00 |
| 23. | Listen Up                                              | |                   | 1:38 |
| 24. | Fight the Power                                        | Carlton Ridenhour, Eric Sadler, Hank Boxley, Keith Boxley                                                                | Public Enemy      | 3:44 |
| 25. | Soldier's Things                                       | Tom Waits | Tom Waits         | 3:18 |

Autres titres présents dans le film
- Suspicions Minds, interprété par Elvis Presley
- Something in the Way, interprété par Nirvana
- Gonna Make You Sweat (Everybody Dance Now), interprété par Robert Clivillés et David Cole
- Jesus Walks, interprété par Kanye West

## Accueil

### Box-office
| Pays ou région    | Box-office      | Date d'arrêt du box-office | Nombre de semaines |
| ----------------- | --------------- | -------------------------- | ------------------ |
| États-Unis Canada | 62 658 220 $    | 19 janvier 2006            | 11                 |
| France            | 240 262 entrées |                            |                    |
| Mondial           | 96 889 998 $    | -                          | -                  |

## Distinctions
San Diego Film Critics Society Awards 2005
Prix Spécial pour Jake Gyllenhaal (également récompensé pour Le Secret de Brokeback Mountain et Proof)
Satellite Awards 2005
Nomination au Satellite Award du meilleur acteur dans un film dramatique pour Jake Gyllenhaal
Nomination au Satellite Award du meilleur second rôle masculin dans un film dramatique pour Peter Sarsgaard
Nomination au Satellite Award du meilleur montage pour Walter Murch
Nomination au Satellite Award du meilleur scénario adapté pour William Broyles Jr.
Visual Effects Society Awards 2005
Nomination au Visual Effects Society Award des meilleurs effets spéciaux secondaires dans un film
Washington D.C. Area Film Critics Association Awards 2005
Nomination au prix du meilleur second rôle masculin pour Peter Sarsgaard
Art Directors Guild 2006
Nomination au Prix d'Excellence en direction artistique pour Dennis Gassner, Stefan Dechant, Christina Wilson, Marco Niro, A. Todd Holland et Christopher Tandon
Black Movie Awards 2006
Nomination au Black Movie Award du meilleur acteur dans un second rôle pour Jamie Foxx
Satellite Awards 2006
Nomination au Satellite Award du meilleur coffret DVD

## Clins d’œil
- Au cours d'une scène, les marines assistent à la projection du film Apocalypse Now, sur lequel le chef monteur Walter Murch avait déjà officié[6]. Par ailleurs, les soldats pensent également recevoir une cassette vidéo de Voyage au bout de l'enfer mais c'est en réalité une vidéo « coquine » d'une femme d'un soldat du régiment.
- La première scène du film pourrait rappeler Full Metal Jacket de Stanley Kubrick.

## Suites
En 2014, Jarhead 2: Field of Fire (en) sort directement en vidéo. Le film n'a cependant aucun lien avec l'histoire du premier film.
Il est suivi de Jarhead 3: The Siege (en), sorti en 2016. En septembre 2018 débute le tournage d'un 4e film, qui sort en 2019 sous le titre Jarhead: Law of Return (en)  (2019).